# 栄町銀天街

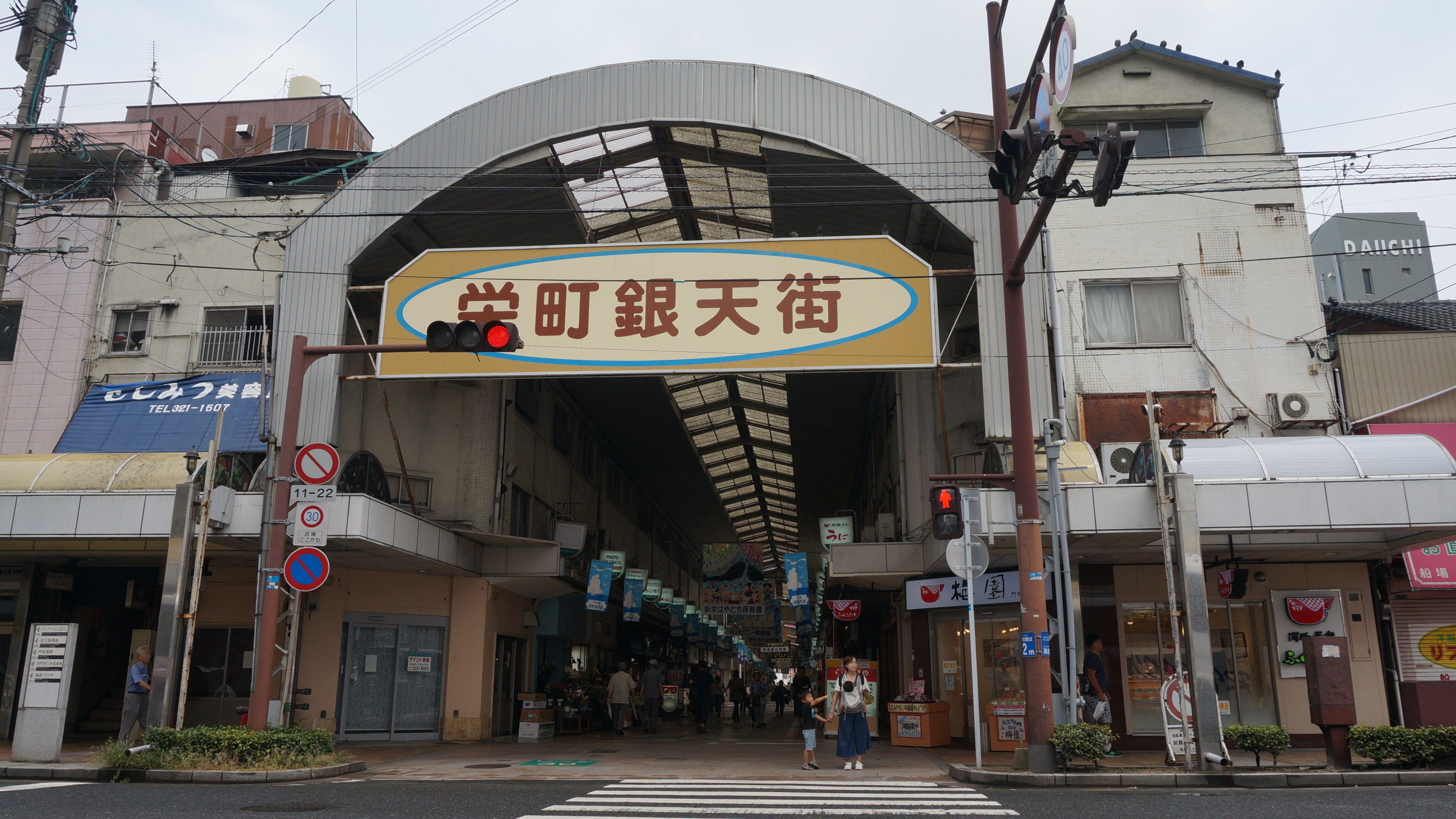
栄町銀天街(桟橋通り側入口，2016年撮影)

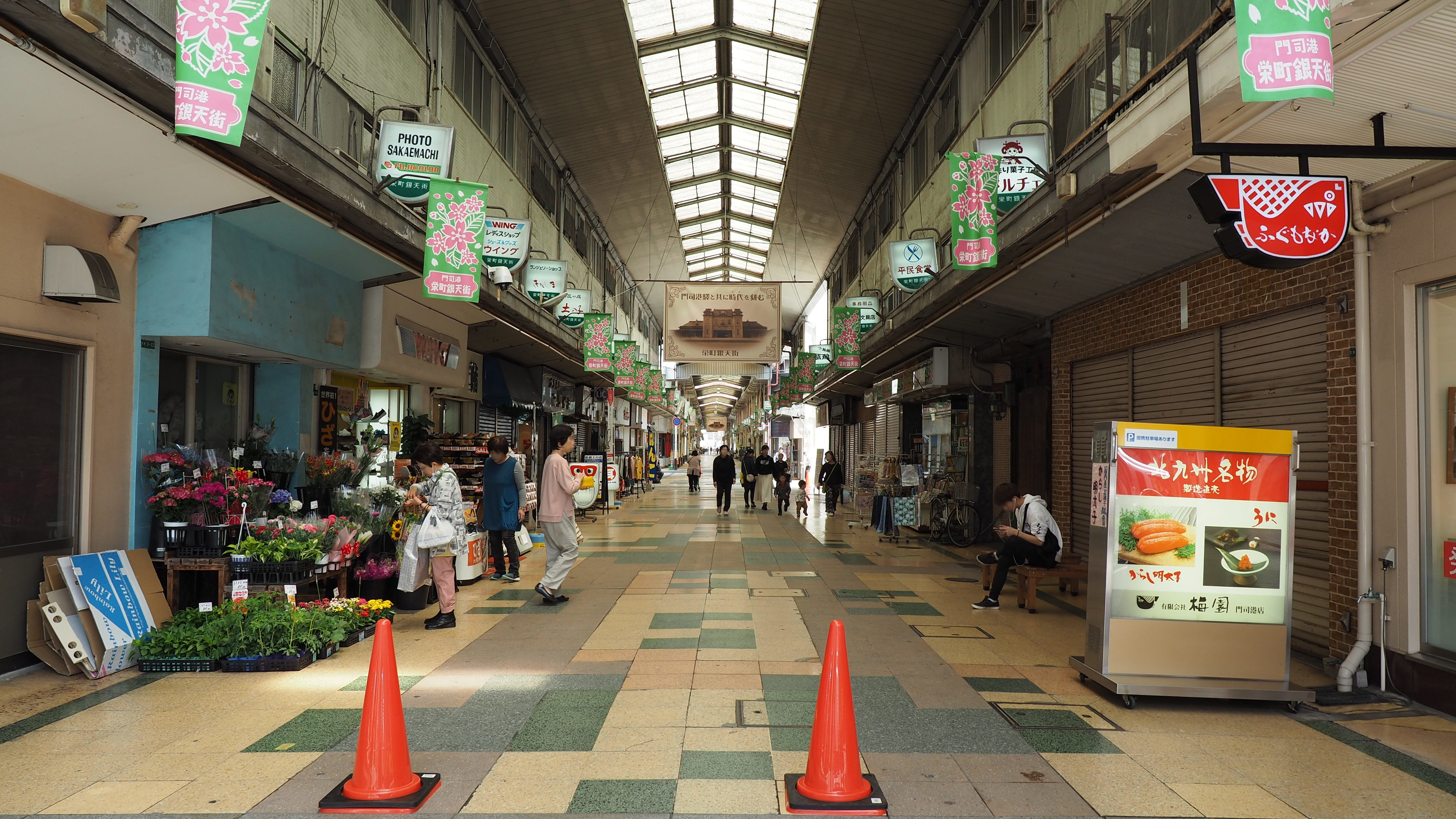
アーケード内(2019年撮影)

栄町銀天街（さかえまちぎんてんがい）は、福岡県北九州市門司区栄町にあるアーケード商店街。

## 概要
門司港駅から南東約300mに位置し、国道3号と平行する全長約300mのアーケード商店街である。門司港レトロ地区から約150mの距離であるが、観光客向けの店舗は少なく、洋品店・100円ショップ・書店・文具店など地域住民を対象とする店舗が主である。
北九州市立大学地域創生学群の学生が実習活動の一環として、栄町銀天街内にある「モノはうす」（旧 昭和レトロ館）を拠点として地域の活性化取り組むプロジェクトを行っている。